# Stellavox
Stellavox（ステラヴォックス）は、スイスに拠点を置く会社であり、非常に高い機械的品質のコンパクトなポータブルリールツーリール磁気テープオーディオレコーダーで最も有名であり、ラジオ局やテレビ局、またはナグラレコーダーの代わりに映画ロケーションサウンドミキサーで使用されていた。 彼らはStellavoxTD9などのフルサイズのスタジオレコーディングデッキの開発および製造していた。技術的な解決策の複雑さと手作りのスイスの生産の精度に起因する高価格のために、数百個しか生産されていない。
80年代後半、Stellavoxは、ポータブルなプロフェッショナルDATデジタルテープレコーダーであるStelladatの開発を開始した。
1993年、この新製品で損益分岐点に達することなく、市場がコンピューターレコーディングに向けて急速に進化しており、従来のStellavox製品にはもはや十分な可能性がないと判断した。財政支援は中止され、すべての活動が停止された。
別の小さなスイスのオーディオ会社であるSonosaxは、Stelladatレコーダーの開発を継続する権利を購入し、元技術者が古い製品のメンテナンスを行っている。

## 製品
- 1954年：Model 54
- 1957年：Sm 0

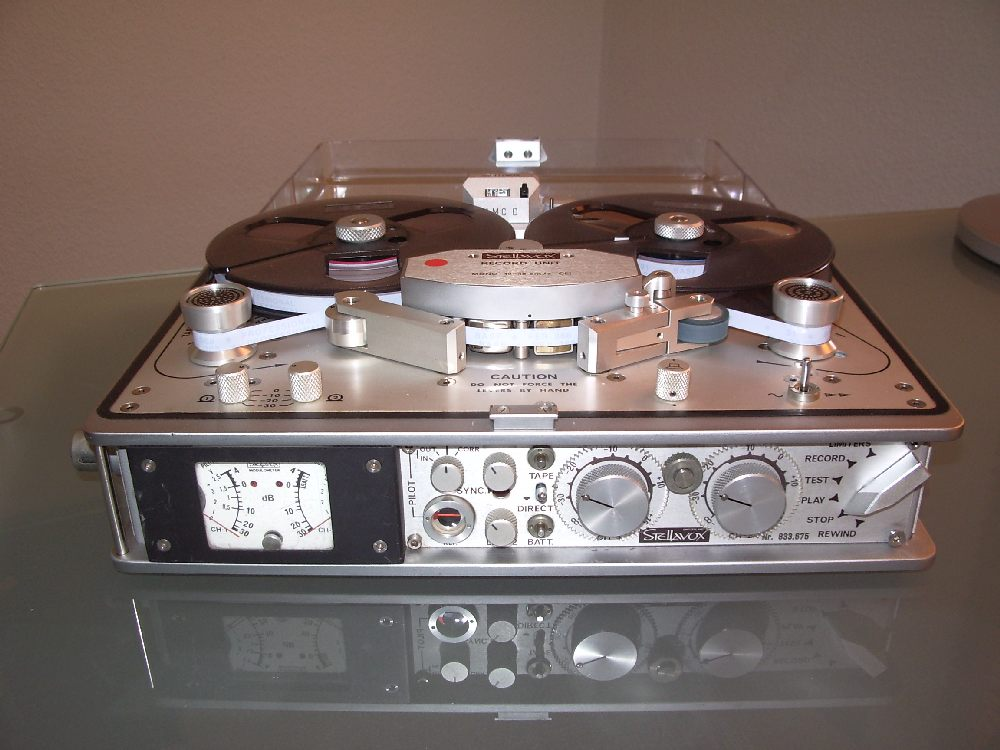
Stellavox SP8

- 1958年：Sm 4 （イギリスのFi Cord 1A）
- 1959年：Fi-Cord101 - トランジスタ・ディクタフォン
- 1960年：5 Sm - ラジオ記者のためのプロフェッショナルレコーダー
- 1969年：SP 7 - 交換可能なヘッドブロックとのオープンリールレコーダー。ほぼ2000ユニットが構築された。
- 1972年：7 SQ - SP7の4チャンネル版
- 1975年：SP 8 - SP8の開発。サブモデルは、SU 8、SR 8、SM 8（別名マスターステラ）、SI 8、SD8thである。
- 1979年：88TD - ユニバーサルスタジオレコーダー
- 1984年：9 TD - スタジオマシン、TD88の開発
- 1989年：9 SP - SP8の更なる開発